# Người Baka (Congo và Nam Sudan)

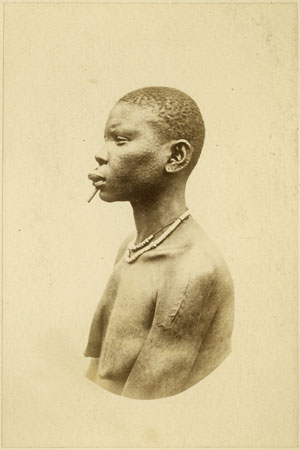
Một phụ nữ Baka

Người Baka là một dân tộc ở Cộng hòa Dân chủ Congo và bang Tây Equatoria của Nam Sudan. Họ chủ yếu theo đạo Thiên Chúa với dân số khoảng 25.000 người (1993).